# Бог Отец
Бог Отец (в християнството) е едно от лицата на Светата троица, Бащата на човешката душа, създателят на всичко. (на гръцки: Παтηρ; на латински: Pater). Според християнската традиция Бог Отец сътворил всичко, или както пише „небесата и земята“ при равнопоставеното участие на другите две лица на Светата Троица – Синът (Христос) и Светият дух.

## Определение
Бог Отец е първото лице (ипостас) на Светата троица. Това обаче не се разбира като първенство в рамките на някаква субординация, а още по-малко във времеви аспект. Християнското учение е определено в първия член на Никейско-цариградския Символ на вярата (325 година): „Вярвам в единия Бог Отец, Вседържител, Творец на небето и земята, на всичко видимо и невидимо“. Тук не се разбира, че само Отец е творецът, тай като по-нататък вероопределението говори за Логоса – Евангелието „чрез когото всичко е станало“, а Светият Дух се определя като „Животворящ Господ“, а се подчертава същността на Отец като ипостас.

## Стар завет
Старият завет не съдържа пряко разбиране за Бог Отец. Християнството обаче вижда преки или косвени доказателства за Него в старозаветните текстове. Първото от имената на Бога, което се споменава в Библията (Бит. 1:1) – אֱלֹהִים – „Елохим“, според множество християнски интерпретации е именно доказателство за троичността на Бога, доколкото представлява множествено число (по правилата за образуването на множествено число за мъжки род), на дума, която в единствено число е в женски род. При това אֱלֹהִים в Библията се употребява изключително в тази своя форма. Друго основно име, което се разграничава с „Господ“ „тетраграматонът“ יְהוָה – „Яхве“ или „Йехова“ (Бит. 2:4), който често се асоциира с Господа на Евреите, който после се превъплъщава сред тях. От там, четейки текста на иврит ни става ясно, че Елохим и Йехова са две различни личности, правещи различни неща. Третото основно име на Бога אֶהְיֶה אֲשֶׁר אֶהְיֶה – „Йехйе ашер Йехйе“ (буквално Съм който Съм (Изх. 3:14), или по-точно „Аз ще бъда Аз“, показвайки че той е безкраен. В Каббала се говори, че има много имена на Бог, понеже той се проявява по-различни начини, но е прекалено сложно ние да разберем защо.

## Нов завет
Пълното разбиране за Бог Отец, съответно въвеждането на този термин в строгия му смисъл, идва в Новия завет. Той се определя като Баща на всички вярващи, на всичко съществуващо, като Вседържител, като Небесен Отец и най-вече като Отец на Иисус Христос – въплътеното второ лице на светата троица. Самият Христос отправя молитва към Елохим: „Отче мой, ако не може Ме отмина тази чаша, без да я изпия, нека бъде Твоята воля“ (Мат. 26:42). И по-късно, вече на кръста „Ели, Ели, лама савахтани – "Боже, Боже, Защо си Ме оставил?” (Мат. 27:46) където цитира Псалми 22, за да изпълни пророчеството.
В по-дълбок смисъл идеята за Бог Отец е видима в беседите на Иисус. „Истина, истина ви казвам, който приема, когото Аз пратя, мене приема; а който приема Мене, приема Оногова, който ме е пратил.“ (Иоан 13: 20). „Не вярваш ли, че Аз съм в Отца, и Отец е в Мене. Думите, които Аз ви говоря, от Себе си не ви ги говоря; а Отец, Който пребъдва в мен, той върши делата …. и каквото поискате в Мое име, ще го направи, за да се прослави Отец в Сина“ (Иоан 14:10 – 13). Още по-конкретно темата се разработва в апостолските послания: „Ние обаче имаме един Бог Отец, от когото е всичко, и ние сме у него, и един Господ Иисус Христос, чрез Когото е всичко, и ние сме чрез Него“ (1 Кор. 8:6).

## Етика
В християнската етика Бог Отец се възприема като източник на закона. „Не този, който ми казва Господи, Господи!, ще влезе в Царството небесно, а оня, който изпълнява волята на Моя Отец Небесен (Мат. 7:21). Т. е. условно може да се каже, че Отец залага принципите на етиката, а другите ипостаси на Светата Троица помагат за постигането на тези принципи. Това не е единственият пример, но в повечето случаи за Бог Отец в рамките на харизматичната християнска етика може да се говори само във връзка с другите две лица на Светата Троица.

## Изображения
В Исляма и Юдаизма е строго забранено изобразяването на Бог, но сред Католиците и другите Църкви няма подобно нещо. Микеланджело ни е показал белобрадатия Старец като подсказка кой е той и как изглежда. От Откровение на Йоан, четем че и Господ е вече с бяла коса, отдясно на Отеца. Най-вероятно традициите в Юдаизма да не се рисува Бог стоят от там, че ако някой го види в човешки облик, ще си каже, че няма да му се кланя, че е просто човек и това го лимитира.